# Bouna Coundoul
Bouna Coundoul (Dakar, 4 marzo 1982) è un allenatore di calcio ed ex calciatore senegalese, di ruolo portiere.

## Carriera
Nel luglio del 2012 viene ingaggiato dal Vaasan Palloseura, squadra finlandese che milita nella Veikkausliiga, la massima serie dell'omonimo Paese.